# Православни богословски факултет Универзитета у Београду
Православни богословски факултет је високошколска установа за теолошке науке Универзитета у Београду. Основан је 1920. године и налази се на Палилули. Тренутни декан је Зоран Ранковић

## Историја
Српско богословско школство настало је истовремено са настајањем помесних цркава Српске православне цркве. За оснивача првих школа сматра се Свети Сава. Он је најпре заједно са својим оцем Светим Симеоном Мироточивим основао Манастир Хиландар на Светој Атонској гори 1198. године. У овом манастиру су монаси преносили знања из тадашње развијеније византијске, како опште, тако и црквене културе, како би је могли успешно пресађивати у свој народ, односно, како би Светитељ многе од њих могао сутра насадити јако древа маслинаја в мисленијем раји свога Отачаства. То су били први Срби просветитељи и учитељи свога сопственог — српског народа. Кад су, две деценије после оснивања Хиландара, првом архиепископу Српских земаља били потребни сарадници на њиви Господњој, Хиландар је већ био у стању да му их да као културно оспособљене ентузијасте дорасле великом задатку који је пред њих ставио велики Неимар Цркве српске. Само благодарећи по свему заиста солидној општој и богословској спреми васпитаника ове прве српске високе богословске школе, израсле из снажног корења византијске светоотачке теологије, могли су 'српски просветитељи и учитељи' да у рекордном времену уведу Српски народ са његовим културним стваралаштвом у ред најцивилизованијих народа свога времена.
Од појаве Студенице до Манасије прошла су свега два века, сјајна два века културног стваралаштва, које је, у времену када је Византија патила и била у кризама, представљало бриљантну кулминацију византијске уметности, архитектуре и књижевности у српско-словенском издању и утемељило феномен Светосавља. Сам феномен Светосавља 'као израза аутентичног Хришћанства у српском националном доживљају, тј. Православља оствареног у историјском животу читавог једног народа' (епископ бивши захумско-херцеговачки Атанасије Јевтић), резултат је управо успешног успостављања деликатне равнотеже и плодоносне комплементарности између рецепције, тј. органског везивања за тековине древне евро-медитеранске духовности и културе изражене универзалним коренима византијског Хришћанства с једне, и аутохтоне народне духовности, културе и обичаја, с друге стране. Светосавље је трајно отворило духовне очи у српском народу и у њему похранило и дубоко укоренило најсветлије искупитељске, етичке, моралне и цивилизацијске вредности Хришћанства изражене у идеалима љубави, вере, слободе, правде и жртве, који су као луча преношени с колена на колено кроз српско народно писмено и усмено предање.
Хиландар није остао усамљени центар српске богословске науке. Он се попут кошнице ројио и ускоро се јављају нови културно-просветни центри у Пећи, Манасији, Раваници и Рачи, у слободи и ропству. Живот Цркве је захтевао неговање богословске науке, јер су јој били потребни њени резултати. Из те потребе ничу школе после „Велике сеобе” (1690) и у земљама Аустријског царства, устројене према захтевима свога времена и условима живота. Карловачка богословија ушла је у XX век као модерна висока богословска школа. Може се рећи да је 1920. године наследио и продужио њен рад Богословски факултет Београдског универзитета.
Београдска Велика школа, као највиша научно-просветна установа у Краљевини Србији, претворена је 1905. године у Универзитет. Закон о Београдском универзитету из 1905. предвидео је поред осталих факултета и оснивање Богословског факултета, али због ратова који су ускоро наступили није било могуће одмах спровести тај Закон у дело. Одлука о отварању Православног богословског факултета на Универзитету остварена је тек 1920. године. То су омогућиле нове прилике. Ратовање је завршено, а у земљу су стигли многи Руси-избеглице, међу њима и неколико учених богослова и професора руских духовних академија (Александар Доброклонски, Теодор Титов, Михаил Георгијевски, Александар Рождественски, Николај Глубоковски), који су ставили своје обимно знање и своје сјајне личности на располагање Српској Цркви и њеној просвети. Првој седници Православног богословског факултета одржаној 6. септембра 1920. у Ректорату Београдског универзитета председавао је др Александар Доброклонски, контрактуални редовни професор Опште црквене историје као 'најстарији и по годинама узраста и по годинама професорске службе'. На тој седници је за првог декана Богословског факултета изабран први редовни професор Историје Српске Цркве, прота Стеван М. Димитријевић. Био је то рођендан Православног богословског факултета Универзитета у Београду.
За стручне богословске предмете преузети су, путем избора, поједини професори бивше Карловачке богословије. Тако је за Свето писмо Старог завета изабран Иринеј Ћирић, али како је он ускоро изабран и хиротонисан за Епископа тимочког, преузео је овај предмет Александар Рождественски, професор Петроградске духовне академије. Исто тако је после избора и хиротоније Илариона Зеремског за епархијског архијереја изабран за професора Светог писма Новог завета Димитрије Стефановић, а за литургику Лазар Мирковић, који је као и Стефановић био раније професор Карловачке богословије, а затим професор краткотрајног Православног богословског факултета Загребачког универзитета. За остале предмете узимани су као редовни или хонорарни наставници професори других факултета. Међу њима су били: Веселин Чајкановић за Историју Религија, Александар Белић за Црквенословенски (али га је ускоро заменио Љубомир Стојановић), Драгутин Анастасијевић за Грчки језик и Историју византијске културе. Касније су изабрани Радован Кошутић за Руски језик, Владимир Петковић а после њега Ђорђе Мано Зиси за Историју уметности, Чедомир Митровић за Црквено право, Стјепан Куљбакин за Црквенословенски. Са Богословије Светог Саве изабрана су два професора који су имали научни степен доктора теологије: Радивој Јосић за Апологетику и Јордан П. Илић за Педагогику са методиком верске наставе. Када је 1925. по први пут установљено радно место секретара Факултета изабран је на ту дужност Милен Стојадиновић.
Предавања на Православном богословском факултету Универзитета у Београду почела су 15. децембра 1920, а први испити обављени су крајем јуна 1921. године. У првој деценији рада број студената на Богословском факултету био је релативно мали, али је постепено растао, да би се 1930/31. академске године попео на 226, од којих је 98 било уписано на прву годину. 1938/39. број уписаних студената био је 340, а од тога 32 студенткиње. У прву годину се тада уписало 106 студената.
Прву основу за научни рад представљала је факултетска библиотека која је почела са радом приликом самог оснивања факултета. Прва књига заведена је 12. децембра 1920. године. Тада је у њеном фонду било 3075 публикација. Она је већ у почетку ојачала пристизањем поклона и прилога. Тако је крајем 1921. примљено од Serbian Church Fund 830 свезака књига, а од бернског старо-католичког бискупа Херцога комплет часописа Internationale Kirchliche Zeitschrift, док је извесна госпођа Хенкинс послала за библиотеку прилог од 1000 долара и 200 фунти. Највећи допринос библиотеци свакако је онај који је стигао на рачун репарација након Првог светског рата, као и велики број руских богословских књига и часописа, које је први декан протојереј проф. др Стеван М. Димитријевић набавио 1923. године приликом свога путовања у Москву. Библиотека је 1930. имала 9700 инвентарских бројева са преко 20000 свезака, да би се тај број до Другог светског рата попео на 13000 инвентарских бројева.
Било је случајева када су млађи факултетски наставници ишли у иностранство у циљу набавке новије теолошке литературе. За време Другог светског рата и окупације, библиотека је страдала услед пљачке и принудне, претходно неприпремљене, сеобе. Највећи послератни допринос библиотеци представљају поједина завештања која и данас постоје. Тако је 1948. године проф. др Драгутин Анастасијевић први поклонио факултету своју личну библиотеку. Ту су још легати наших истакнутих професора и научних радника као што су проф. др Јордан П. Илић, протојереј проф. др Стеван М. Димитријевић, проф. др Сергије Викторович Троицки, проф. др Милош Ердељан, проф. др Душан Глумац, и други. За рад у библиотеци ангажовани су најпре старији студенти, првенствено они који су владали неким страним језиком, а касније се тај посао поверавао асистентима. Први асистент — руководилац библиотеке био је Викентије Фрадински, постављен 1927. године. Први стручни библиотекар, Небојша Лазаревић, дипломирани теолог, изабран је 28. јула 1948. године.
Библиотека Православног богословског факултета данас има око 90 хиљада наслова. Подељена је на општу библиотеку и семинаре. Поседује ауторски каталог, као и каталог семинара. У фонду је заступљен и велики број стране и домаће периодике. Публикације које се могу наћи код нас углавном су богословског и историјског садржаја. Као стручну факултетску библиотеку могу је користити сви који су заинтересовани. За електронску каталогизацију фонда библиотеке користи се софтвер БИБЛИОТЕКА, који је развијен на Електротехничком факултету у Београду.
Издавачка делатност Факултета је почела 1926. године када је покренут стручни богословски часопис Богословље, који и данас редовно излази.
Прва жена је дипломирала на факултету 1935, а већ 1937. било је 30 студенткиња.
Прве бомбе Хитлерове авијације уништиле су 6. априла 1941. до темеља Народну библиотеку и Дом студената Богословског факултета који се налазио до ње. Факултет је ускоро насилно прогнан из своје зграде, при чему је прилично страдала библиотека. Настава се није могла редовно обављати и студенти су се расули на разне стране.
Из рата је Факултет изашао као права жртва рата. Вратио се у своју зграду са окрњеним наставничким колегијумом, са много ратних рана и са новим проблемима који су настали радикалном идеологизацијом државне власти на теоријским основама марксистичког историјског материјализма и пракси лењинистичког бољшевизма и совјетског стаљинизма. Након бројних манипулација и притисака нове власти, а у складу са принципом милитантног антитеизма нове Државе, уследило је 1952. године удаљавање Православног богословског факултета из састава Београдског универзитета, те је бригу о Факултету преузела Црква. Тако је настао Богословски факултет Српске православне Цркве. Иако се овим потезом власти догодила велика промена, може се рећи да се живот и рад Факултету није пореметио у оној мери како се то можда могло очекивати. Број студената није опао. Напротив, академске 1952/53. године уписало се 240 студената, од чега 129 нових. Касније ће тај број да опада, затим да стагнира, да би опет почео да расте. Академске 2003/04. године евидентирано је да на Богословском факултету на основним студијама студира укупно 1327 студената. Прву годину уписало је 350 студената, од тог броја 57 женског пола. Према подацима из 2004. године, од оснивања Богословског факултета степен доктора теолошких наука стекло је 37 кандидата, док је осамнаесторици одабраних личности додељена титула почасног доктора наука (Doctor honoris causa). 1990. године уведене су у оквиру постдипломских студија и магистарске студије. Закључно са 2003/04. годином степен магистра богословских, односно богословско-филозофских, наука стекло је 18 кандидата.
У време када су комунисти дошли на власт у Србији, икона-слика Уроша Предића Свети Сава благосиља Српад је избачена из Ректората Београдског универзитета. Душан Глумац је то видео и доноси је на Богословски факултет.
Од 1990. до 2003. године био је привремено у функцији, и то у рангу двогодишње више богословске школе, Богословско-катихетски институт при Богословском факултету Српске православне Цркве. У складу са пројектом изградње јединственог информационог система Српске православне Цркве основан је марта 1998. године Центар за информатику Богословског факултета Српске православне Цркве. За првог управника Центра именован је тадашњи секретар Факултета г. Петар В. Шеровић.
Дана 9. јануара 2004. године, на предлог свих традиционалних цркава и верских заједница у Србији и уз подршку 22 факултета Универзитета у Београду, Влада Републике Србије донела је решење о оглашавању ништавим решења Владе Народне Републике Србије број 62, од 15. фебруара 1952. године, којим је Богословски факултет Српске православне цркве укинут као државна установа и искључен из састава Универзитета у Београду. Оглашавањем ништавим овог решења поништене су правне последице које је оно произвело током више од педесет година комунистичког режима и Православни богословски факултет Универзитета у Београду је поново заузео своје место под окриљем Београдског Универзитета.

## Зграда
Црква је од београдске општине купила један плац, део ранијег имања "Бата Лака", како би направила пансион за сиромашне студенте, који су раније становали приватно, у Дому краља Александра, или у задужбини епископа Никанора Ружичића на Косанчићевом венцу 14. Дом је изграђен 1939. по пројекту архитекте Александра Дерока и Петра Анагностија.

## Библиотека
У оквиру факултета ради и библиотека која броји око 150.000 наслова. Библиотека је почела са радом када и факултет. Поседује велики број старих и ретких књига. Највећи допринос фонду библиотеке су завештања истакнутих професора и научника као што су проф. др Драгутин Анастасијевић, проф. др Јордан П. Илић, проф. др Сергије Викторович Троицки, проф. др Милош Ердељан, проф. др Душан Глумац и други. Дела које се могу наћи у библиотеци су првенствено богословског, филозофског и историјског садржаја, али и из других области друштвено-хуманистичких наука.

## Познати студенти
Овај Факултет завршили су бројни каснији епископи, многи његови садашњи професори, као и професори богословија. Било је и странаца који су овде студирали, дипломирали (Руси, Чеси, Словаци, Румуни, Бугари, Грци, Албанци, Мађари, Немци, Американци итд.) и касније постајали професори универзитета, епископи и други црквени делатељи у својим земљама. Бивало је и студената других вероисповести који су овде студирали и дипломирали. Од значајнијих имена професора, стручних сарадника и студената Богословског факултета треба свакако поменути: библисту Димитрија Стефановића, литургичара Лазара Мирковића, етичара Атанасија Поповића, апологету Радивоја Јосића, византологе архимандрита Филарета (Гранића) и Драгутина Анастасијевића, историчара Радослава Грујића, библисту и археолога Душана Глумца, филозофа Борислава Лоренца, канонисту Сергија Троицког, догматичара архимандрита Јустина (Поповића) — који је од свог упокојења у локалним црквеним круговима поштован као Преподобни ава Јустин, историчара и аскетичара Викентија Фрадинског, библисту Милоша Ердељана, етичара Димитрија Димитријевића, канонисту Благоту Гардашевића, догматичара Стојана Гошевића, психолога и катихетичара Радмила Вучића, лингвисту Богољуба Ћирковића, библисту Емилијана Чарнића, апологету Лазара Милина, омилитичара Чедомира Драшковића, историчара Душана Кашића, блаженопочившег епископа шумадијског академика Саву (Вуковића),Митрополита Црногорско-Приморског Амфилохија(Радовића), епископа бившег Захумско-херцеговачког Атанасија (Јевтића), епископа будимског Данила (Крстића), Јована (Максимовића) — епископа Руске заграничне Цркве који је након упокојења поштован у локалним црквеним круговима као Св. Јован Шангајски, Николаја Зернова професора Оксфордског универзитета, Николаја Афанасјева професора Богословског института у Паризу, Василија Зјенковског, архимандрита Кипријана (Керна) професора Богословског института у Паризу, епископа Антонија (Бартошевића), академика Димитрија Богдановића.

## Данас
Факултет, са црквом посвећеном Светом апостолу и јеванђелисти Јовану Богослову и Светом Сави, факултетским интернатом, библиотеком и књижаром, налази се од септембра 1995. године, у новим, наменски грађеним просторијама у Београду у улици Мије Ковачевића 11б.
Садашњи (2019—2021) декан Православног богословског факултета је протојереј проф. др Зоран Ранковић, редовни професор. Продекан за науку је протојереј ставрофор проф. др Владимир Вукашиновић, редовни професор, продекан за наставу је ђакон проф. др Србољуб Убипариповић , ванредни професор, а продекан за финансије је др Драган Каран, доцент.
Између бројних ваннаставних активности студената и наставног особља Факултета треба свакако поменути веома успешан факултетски Шаховски клуб „Богослов” чији је председник протопрезвитер др Драган Милин.
Богословски факултет сваке године посебно обележава две славе: Светог Саву (14/27. јануар) и Светог апостола и јеванђелисту Јована Богослова (8/21. мај).
Наставно особље факултета чине:
редовни професори: др Порфирије Перић, др Радомир Поповић, др Игнатије Мидић, др Ненад Милошевић, др Зоран Крстић, др Владимир Вукашиновић (продекан за науку), др Зоран Ранковић (декан), др Предраг Драгутиновић, др Богдан Лубардић и др Владислав Пузовић.
ванредни професори: др Дражен Перић, др Раде Кисић, др Драган Ашковић, др Ивана Кнежевић, др Растко Јовић, др Предраг Петровић, др Србољуб Убипариповић (продекан за наставу), др Здравко Јовановић, др Владан Таталовић, др Зоран Деврња, др Александар Ђаковац, др Драган Радић, др Јелена Фемић-Касапис, др Златко Матић и др Ивица Чаировић.
доценти: др Драган Каран (продекан за финансије), др Сава Милин, др Милосав Вешовић, др Владимир Антић, др Ненад Божовић, др Никола Лукић и др Данило Михајловић.
асистенти: Миле Суботић, Његош Стикић и Немања Костић.
наставници страног језика: Ана Лупуловић и Јелена Недић.

## Галерија
- Табла код улаза на факултет
- Хол факултета
- Параклис Светог Јована Богослова
- Параклис Светог Јована Богослова
- Припрата параклиса је живописана и има троја врата: ка затвореном дворишту, унутрашњости зграде и ка параклису
- Дио припрате параклиса
- Унутрашњост цркве је живописана само у олтарском делу. Јужна страна има неколико прозора, а северна улаз ка ходнику факултета
- Олтар и иконостас
- Литургија на дан славе факултета, 21. маја 2022.
- Славски колач, свећа и жито за славу факултета, Св. Јована Богослова, 21. маја 2022.
- Свети Иринеј бачки
- Епископ бачки Иринеј
- Епископ бачки Иринеј